# Charopinus dalmanni
Charopinus dalmanni is een eenoogkreeftjessoort uit de familie van de Lernaeopodidae. De wetenschappelijke naam van de soort is voor het eerst geldig gepubliceerd in 1829 door Retzius.